# Barrage de Kurtboğazı
Le barrage de Kurtboğazı est un barrage en Turquie. 
La rivière de Kurtboğazı est un sous affluent de la rivière d'Ankara (Ankara Çayı) avec laquelle elle conflue en aval de la ville d'Ankara.
Le barrage a été construit entre 1963 et 1967 et mis en service l'année de son achèvement. Des ingénieurs français l'ont conçu et supervisé sa construction.
Le niveau d'eau dans la retenue de Kurtboğazı est en 2018, comme pour plusieurs autres barrages turcs, anormalement bas et entraine pour la ville d'Ankara un risque de pénurie d'eau potable.

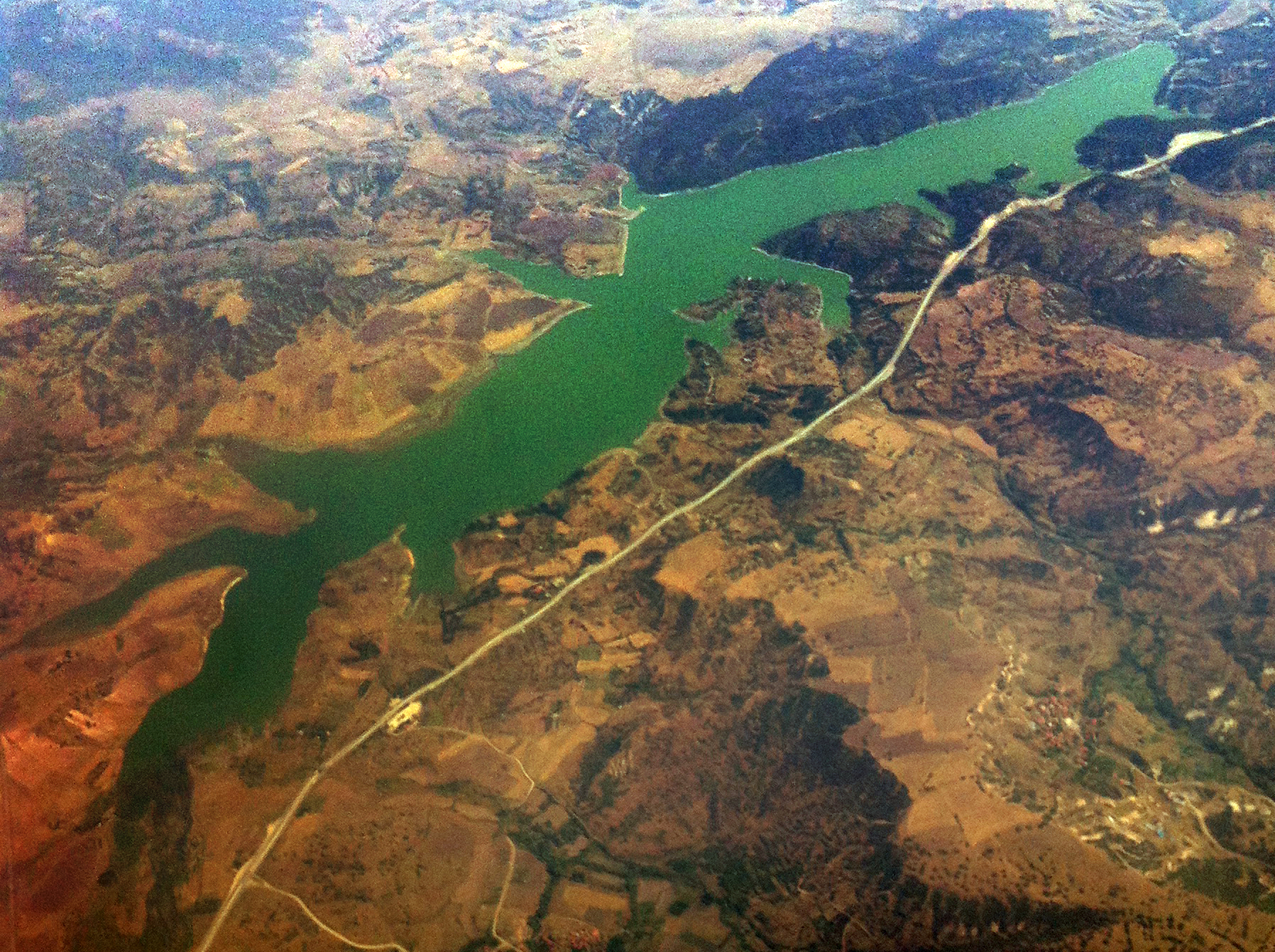
Vue aérienne de la retenue en 2015

## Sources
- (tr) « Kurtboğazı baraji », sur Agence gouvernementale turque des travaux hydrauliques (DSİ)